# ザ 仙台タワー
THE SENDAI TOWER（ザ せんだい タワー）は、宮城県仙台市青葉区一番町にある超高層ビルである。

## 概要
仙台市地下鉄東西線青葉通一番町駅直結の地上22階建の再開発ビルであり、青葉通一番町駅の出入口及び換気口も併せて整備する。青葉通りとサンモール一番町の交差部に位置し、低層部は店舗、高層部は分譲マンションとなる。2014年3月に完成。

### シリウス・一番町
SIRIUS ICHIBANCHO。2014年3月7日開業。1階から3階部分にクリニック・ビューティーサロンを中心に、14のテナントが入居する。

### 一番町レジデンス
4階から22階部分。仙台一番町再開発タワーマンションプロジェクトとして、三井不動産レジデンシャル及び野村不動産が共同して行った。総戸数118戸（販売戸数114戸）、オーナーズラウンジを設置、制震構造を採用。2012年6月30日に申込受付を開始し、7月17日に即日完売した。

## 沿革
- 2009年（平成21年）
  - 2月5日 - 仙台市地下鉄東西線の建設にあわせて一番町二丁目四番地区第一種市街地再開発事業（仙台一番町駅ビルプロジェクト）として始動。準備組合が設立[5]。
  - 5月22日 - 商業・オフィスビルとして都市計画を決定[1][6]。
- 2010年（平成22年）
  - 9月15日 - 仙台市のオフィス空室率が高い水準で推移していたことから計画を変更。オフィススペースを大幅に縮小し、上層部を住宅とする[7]。
  - 11月25日 - 再開発組合の設立認可[1]。
- 2011年（平成23年）11月15日 - 着工[1][5]。
- 2012年（平成24年）
  - 6月30日 - 一番町レジデンス、申込受付開始[4]。
  - 7月17日 - 一番町レジデンス、即日完売[8]。
- 2013年（平成25年）
  - 10月28日 - 商業施設の名称をシリウス・一番町に決定[9]。
  - 12月6日 - 地下鉄増築部を除く施設建築物が竣工[1]。
- 2014年（平成26年）
  - 3月7日 - “シリウス・一番町”開業。
  - 3月31日 - 完成。
  - 7月29日 - 地下鉄増築部が竣工[1]。
  - 12月17日 - 組合解散認可[1]。
- 2015年（平成27年）12月6日 - 仙台市地下鉄東西線 青葉通一番町駅開業。